# Будницька Алла Зиновіївна
Алла Зіновіївна Будницька (нар. 5 липня 1937, Москва, Російська РФСР, СРСР) — радянська і російська акторка театру і кіно, телеведуча, авторка телевізійних програм.

## Життєпис
Алла Будницька народилася 5 липня 1937 року в Москві. Батько — Зіновій Лазаревич Будницький, родом з єврейського містечка під Києвом, інженер-будівельник, був керівником будівельного управління в Подольську. Мати, родом з міста Тетюші, була дванадцятою (наймолодшою дитиною в сім'ї, працювала адміністраторкою в готелі, потім закінчила курси крою та шиття і стала кравчинею (шила вбрання багатьом знаменитим жінкам Москви). Прадід по лінії матері служив губернатором Казані. Батьки Алли розлучилися, коли вона вчилася в дев'ятому класі середньої школи.
З ранніх років Алла мріяла стати акторкою, займалася в шкільному драмгуртку.
Алла Будницька почала зніматися в кіно у 1954 році, десятикласницею. Дебютувала епізодичною роллю в масовці в радянському художньому фільмі «Атестат зрілості» режисерки Тетяни Лукашевич.
Після закінчення середньої загальноосвітньої школи у 1954 році спробувала вступити до Вищого театрального училища імені Бориса Щукіна та у ВДІК, але в жодному з вишів не пройшла відбіркові тури.
З 1954 по 1957 роки навчалася в інституті іноземних мов, не закінчивши який, вступила до ВДІКУ. Вільно говорить французькою і німецькою мовами.
У 1962 році закінчила акторський факультет Всесоюзного державного інституту кінематографії (ВДІК) (майстерня Григорія Михайловича Козінцева та Сергія Скворцова).
З 1964 року до початку 1990-х років — акторка Театру-студії кіноактора в Москві.
В 1990-ті роки, залишившись без роботи у зв'язку зі звільненням з театру, на прохання однокурсника по ВДІКу Михайла Садковича чотири роки була генеральним директором ресторану «У бабусі» в Москві на вулиці Великій Ординці, будинок 42, причому готувала деякі страви. В компаньйонах у неї була акторка Світлана Швайко.
З 1997 року, протягом п'яти років, вела авторську передачу про жіночі секрети «З життя жінки» на телеканалі «ТНТ», потім — програми «Кулінарні штучки», «Просто смачно» і «Домашнє вогнище Алли Будницької» на телеканалах «РЕН ТВ» і «НТВ».

### Особисте життя

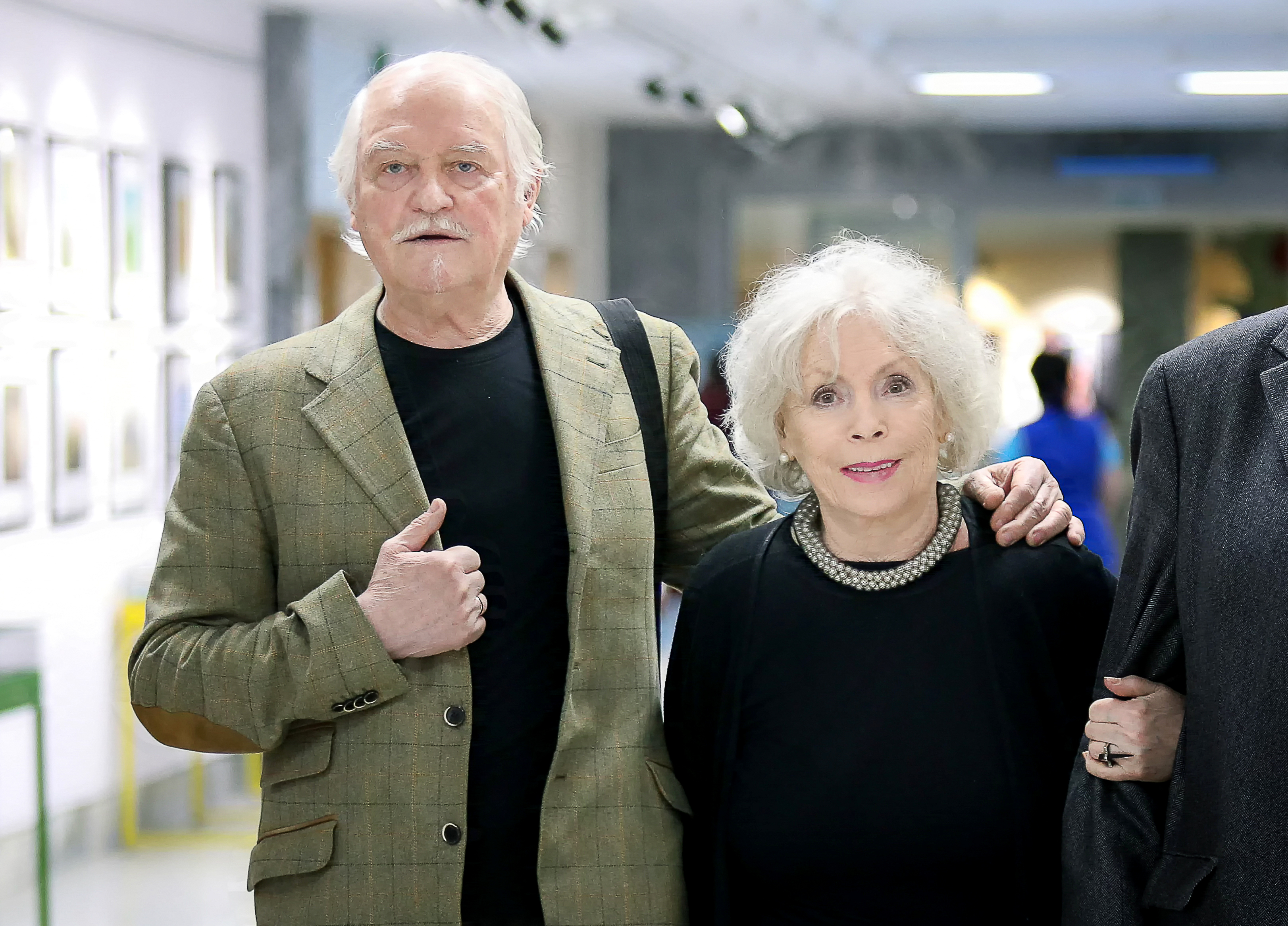
Алла Будницька з чоловіком на відкритті виставки Народного художника РФ Сергія Алімова у Російській державній дитячій бібліотеці. 25 квітня 2018 року.

- Чоловік — Олександр Сергійович Орлов (нар.. 8 серпня 1940), актор, кінорежисер і сценарист, однокурсник Алли по акторському факультету ВДІКу. Одружилися 27 березня 1960 року і живуть разом по теперішній час[5][8][9][11].
- Прийомна дочка (з восьмирічного віку[4]) — Дар'я Вадимівна Дроздовська (нар.. 23 листопада 1970)[12], акторка, дочка трагічно загиблої радянської акторки Мікаели Дроздовської та професора кардіології Вадима Семеновича Смоленського. Алла Будницька є хрещеною матір'ю Дар'ї[5][8][9].

## Творчість

### Фільмографія

#### Художні фільми
1. 1954 — Атестат зрілості — епізод в масовці[8][9]
2. 1955 — Гість з Кубані — молода колгоспниця
3. 1955 — Доброго ранку — дівчина серед співаючих на пароплаві
4. 1955 — Урок життя — відвідувачка перукарні
5. 1956 — Різні долі — однокурсниця Степана Огурцова
6. 1957 — Телеграма — Настя (в юності)
7. 1958 — Життя пройшло повз — наречена
8. 1960 — Російський сувенір — Лариса Курличкіна, перекладачка
9. 1961 — Високосний рік — Лариса
10. 1963 — Перший тролейбус — дівчина, що втекла з тролейбуса
11. 1964 — Живі і мертві — подруга Маші Синцової
12. 1964 — Жили-були старий зі старою — попутниця старого зі старою (немає в титрах)
13. 1965 — Рік як життя — Матильда Гейне, дружина Генріха
14. 1965 — Як вас тепер називати? — перекладачка «комерсанта з Аргентини»
15. 1965 — Три пори року —
16. 1966 — Дівчинка на кулі — мати Дениса Корабльова
17. 1967 — Арена — артистка цирку
18. 1969 — Кожен вечір в одинадцять — офіціантка в ресторані
19. 1969 — Король-олень — серендипська дівиця
20. 1969 — Сімейне щастя (кіноальманах; новела «Месник») — дружина Федора Федоровича Сігаєва
21. 1970 — Соняшники — продавчиня хутра
22. 1970 — Дивовижний хлопчик — фігляр з арфою і в капелюсі (вокал — Алла Пугачова)
23. 1970 — Корона Російської імперії, або Знову невловимі — дама на коронації і на пароплаві «Глорія»
24. 1972 — Стоянка потягу — дві хвилини — Тамара Сергіївна Красовська, співачка (вокал — Алла Пугачова)
25. 1972 — Четверо з Чорсанга — Інга
26. 1973 — Старі стіни — Ніночка, репетиторка англійської мови
27. 1974 — Шпак і Ліра — Ельза, дівиця в готелі
28. 1975 — Приймаю на себе —
29. 1978 — Безіменна зірка — пані Іспас, дружина начальника вокзалу
30. 1978 — Жінка, яка співає — Маша, подруга естрадної співачки Анни Стрельцової
31. 1979 — Гараж — Алла Петрівна, секретарка правління
32. 1980 — Ідеальний чоловік — місіс Марчмонт
33. 1980 — Квіти лугові — Алла Вікторівна, мати Ігоря
34. 1981 — Довгий шлях у лабіринті — Стефанія Білявська, артистка вар'єте
35. 1982 — Вокзал для двох — Маша, дружина Платона Сергійовича Рябініна, ведуча прогнозу погоди на телебаченні
36. 1982 — Просто жах! — Варвара Іванівна, класна керівниця
37. 1985 — Коли стають дорослими — Лариса
38. 1985 — Дивна історія доктора Джекіла і містера Хайда — Діана
39. 1986 — На вістрі меча — Ганна Михайлівна Личко
40. 1986 — Привід — Ірина Федорівна, директор клубу
41. 1986 — Розмах крил — пасажирка 1-го салону № 2 (у білій хутряній накидці)
42. 1987 — Гобсек — графиня де Ресто
43. 1987 — Топінамбури — Нодочка, сусідка Миколки та Міші
44. 1988 — Кримінальний талант — Устюжаніна, лікарка-реаніматолог служби швидкої медичної допомоги
45. 1988 — Приморський бульвар — Зінаїда Іванівна, мати Даші та Олени
46. 1989 — Світла особистість — екскурсоводка
47. 1991 — Ніч грішників — мадам, утримувачка публічного будинку
48. 1991 — Злочин лорда Артура — леді Гледіс Віндермір
49. 1993 — Супермен мимоволі, або Еротичний мутант — подруга Віри Василівни
50. 1993 — Таємниця королеви Анни, або Мушкетери тридцять років потому — герцогиня Орлеанська
51. 1994 — По сліду телеграфу / La Piste du télégraphe (Франція) — мати Джона
52. 2006 — Спекотний листопад — бабуся Віки
53. 2007 — Потапов, до дошки! — вчителька математики
54. 2009 — Розумниця, красуня — Алла Іванівна, мати пластичного хірурга Олексія Князєва
55. 2010 — Кохання-зітхання 3 — Наталя Антонівна
56. 2010 — Наш домашній магазин — мама Джорджа
57. 2013 — Безцінна любов — Поліна Андріївна
58. 2016 — Блокада (короткометражний) — Надія Василівна, блокадниця

#### Телесеріали
1. 1974 — Совість — сестра Нінель Мізіної
2. 1975 — Ольга Сергіївна — Вікторія, дружина Нікіфорова
3. 1998 — На ножах — Катерина Астафіївна, дружина майора Форова, тітонька Висленьових
4. 2003 — Найкраще місто Землі — вдова антиквара
5. 2004 — Бальзаківський вік, або Всі мужики сво… — Ксенія Едуардівна, мати Юлії Шашкової
6. 2005 — Горинич і Вікторія (фільм № 7 «Зелений промінь прибульців») — Ірина Вікторівна Максимова, співробітниця музею-садиби
7. 2005 — Богиня прайм-тайму — мати Аліни
8. 2005 — Дев'ять невідомих — фрау Клюге, няня дитини Альтмана
9. 2007 — Капкан — Алісія Акинфеївна, мати Каті Волобуєвої
10. 2008 — Фотограф — Алла Іванівна
11. 2008 — Куля-дура. Повернення агента — Олена Петрівна, дружина Мітрохіна
12. 2011 — Товариші поліцейські (серія № 14 «Одна. „Шахраї“») — Олена Олександрівна
13. 2012 — В зоні ризику (серія № 4) — Олена Станіславівна Дворжицька, акторка
14. 2012 — Засіб від смерті — Галина Григорівна Кононова, бабуся Євгенії Колесникової
15. 2012 — Передчуття — Васильєва Ганна Сергіївна, мати Павла
16. 2013 — Бальзаківський вік, або Всі мужики сво… 5 років — Ксенія Едуардівна, мати Юлії Шашковій
17. 2013 — Жінки на межі (серія № 6 «Заповіт») — Зоя Борисівна Грачик[13]

#### Телеспектаклі
1. 1974 — Сер Джон Фальстаф — місіс Форд
2. 1980 — Таємниця Едвіна Друда — міс Твинклтон
3. 1981 — Дядечків сон — Ганна Миколаївна Антипова
4. 1983 — Месьє Ленуар, який… — Шарлотта, княгиня
5. 1992 — Пригоди Чичикова — Манілова

### Книга
- А. З. Будницкая. «Вкусные воспоминания». — М.: «Олма-пресс инвест», 2004. — 192 с. — ISBN 5-94848-085-2.[14]